# Анновка (Корюковский район)
Анновка (укр. Ганнівка) — село в Корюковском районе Черниговской области Украины. Население 58 человек. Занимает площадь 0,31 км².
Код КОАТУУ: 7424955101. Почтовый индекс: 16103. Телефонный код: +380 4655.

## Власть
Орган местного самоуправления — Сосницкая поселковая община. Почтовый адрес: 16100, Черниговская обл., Корюковский р-н, пгт Сосница, ул. Леси Украинки, 3. Тел.: +380 (4655) 2-12-75, 2-11-75; факс: 2-13-75.